# Rolf Presthus
Rolf Presthus (* 29. Juli 1936 in Oslo; † 1. Januar 1988) war ein norwegischer konservativer Politiker und Jurist. Von Oktober 1981 bis April 1986 war er der Finanzminister, anschließend bis Mai 1986 der Verteidigungsminister seines Landes. Von 1969 bis 1988 war er Abgeordneter im Storting und von 1986 bis 1988 Parteivorsitzender der Høyre.

## Leben
Im Jahr 1962 beendete er sein Studium der Rechtswissenschaft. Danach arbeitete er bis 1988 als Jurist in verschiedenen Positionen. Im Jahr 1957 fungierte er als Vorsitzender der Jugendorganisation Unge Høyre in der ehemaligen Provinz Akershus. Presthus saß von 1959 bis 1975 im Kommunalparlament von Oppegård, wobei er von 1968 bis 1969 der Bürgermeister der Gemeinde war. In der Zeit zwischen 1966 und 1970 war er Mitglied im Vorstand seiner Partei. In den zwei Legislaturperioden von 1963 bis 1971 hatte Presthus ein Mandat im Fylkesting von Akershus.
Bei der Parlamentswahl 1969 zog er erstmals in das norwegische Parlament Storting ein. Dort vertrat er den Wahlkreis Akershus und wurde zunächst Mitglied im Verkehrsausschuss. In der Zeit von 1970 bis 1972 war er der Vorsitzende seiner Partei in Akershus. Nach der Wahl 1973 wechselte er in den Finanzausschuss, nach 1977 übernahm er dort den Posten als stellvertretender Vorsitzender. 
Am 14. Oktober 1981 wurde Presthus zum Finanzminister in der Regierung Willoch ernannt. Am 25. April 1986 wechselte er in das Verteidigungsministerium und er war wenige Tage als Verteidigungsminister tätig, bevor die Regierung am 9. Mai 1986 abtrat. Nachdem er wegen seiner Regierungsmitgliedschaft sein Mandat hatte ruhen lassen müssen, kehrte er daraufhin in das Storting zurück, wo er bis Oktober 1987 im Landwirtschaftsausschuss saß. Während der laufenden Legislaturperiode wechselte er anschließend in den Energie- und Industrieausschuss. Im Jahr 1986 wurde er Parteivorsitzender der Høyre gewählt. Presthus starb am 1. Januar 1988 im Alter von 51 Jahren, er hatte zuvor bekannt gegeben, nicht mehr als Parteivorsitzender zu kandidieren.